# 米尔萨讷
米尔萨讷（法語：Mulsanne，法語發音：[mylsan]）是法国萨尔特省的一个市镇，属于勒芒区。

## 地理
米尔萨讷的（47°54'42"N, 0°14'56"E）面积为15.25平方千米，位于法国卢瓦尔河地区大区萨尔特省，该省份为法国西北部内陆省份，北起顺时针与奥恩省、厄尔-卢瓦省、卢瓦-谢尔省、安德尔-卢瓦尔省、曼恩-卢瓦尔省和马耶讷省接壤，是法国大西部的入口，连接卢瓦尔河谷、布列塔尼和巴黎盆地。
与米尔萨讷接壤的市镇（或旧市镇、城区）包括：勒芒、阿纳日、吕欧丹。
米尔萨讷的时区为UTC+01:00、UTC+02:00（夏令时）。

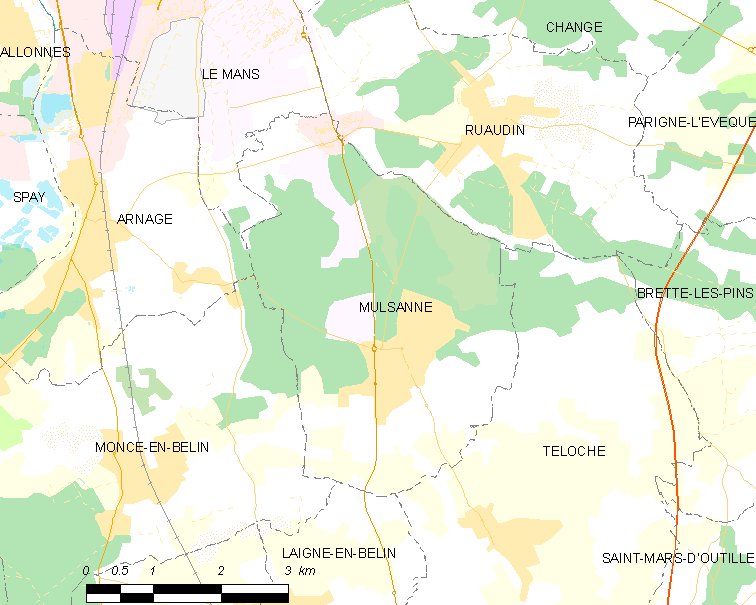
米尔萨讷的OSM定位图

## 行政
米尔萨讷的邮政编码为72230，INSEE市镇编码为72213。

## 政治
米尔萨讷所属的省级选区为埃科穆瓦县。

## 人口
米尔萨讷于2019年1月1日时的人口数量为5225人。

1962-2008年间米尔萨讷人口变化图示